# Lau Larve
Lau Larve og Hans Venner er en bogserie, om en lille larve og hans venner, spøgelset Alfred og muldvarpen Mulle. Serien er skrevet af Kim Ursin og udgivet af DaMat i 2008. Lau Larve findes også som tegneserie på Laus websted og der er flere bøger på vej.
Lau Larve er ikke en tilfældig bogserie, for den henvender sig godt nok til børn, men teksten er omfattende og med billederne i farver.